# القديس يولوجيوس
القديس يولوجيوس القرطبي (توفي في 11 مارس 859) كان كاهن أسباني قام بتشجيع بعض من شهداء قرطبة على ان يشهدوا بإيمانهم علانية، وكتب سير القديسين. أعدمه المسلمون لتستره على فتاة كانت قد ارتدت على الإسلام وهي القديسة St. Leocritia التي قطعوا رأسها بعد أربعة أيام من اعدامه وقاموا بالقاء جسدها في البحر. عاش في عهد خلفاء قرطبة: عبد الرحمن الثاني ومحمد بن عبد الرحمن في منتصف القرن التاسع.

## ميلاده
لا توجد معلومات متوفرة عن أي عام ولد به لكنه من المؤكد قبل عام 819 لانه في عام 848 كان القديس يوجليوس كاهنا مبُجلا بين المسيحيين في كتلونيا ونابرة، وكانت الكهنوتية فقط لمن تخطى الثلاثين.

## عائلته
كانت عائلة القديس يوجليوس من النبلاء ولها املاك في قرطبة من الحقبة الرومانية، وكان القديس يوجليوس - مثل اخوته الخمسة قد تلقى تعليما رفيعا، وكان أصغر اخوته، چوزيف، يشغل منصبا عاليا في قصر عبد الرحمن الثاني، واثنان اخران، الفاروس واسيدور، كانا تاجرين كبيرين، اخته نيولا بقت مع امها، وانولونا تلقت تعليمها في الدير وأصبحت لاحقا راهبة.

## عمله
بعد أن انهى تعليمه في دير القديس زويلوس، استمر القديس يوجليوس في الافامة مع عائلته ليرعى امه، وأيضا - ربما - ليكمل دراسته مع معلمين مشهورين واحدا منهما كان أبوت سبيرانديو، وهو كاتب شهير في هذا العصر. في هذا الوقت وجد القديس يوجليوس صديقا - الفاروس باولوس - كان زميلا له في الدراسة، وقد ثقفا نفسهما سويا في كافة فروع العلم. تزوج الفاروس لكن القديس يوجليوس فضل الحياة الكنسية، ورسم كاهنا في النهاية على يد الاسقف Reccafred

## شخصيته
الفاروس باولوس وصف صديقه: "كان مرتبطا منذ صغرة بالكتاب المقدس وكان ينمو روحيا واخلاقيا يوميا، وقد وصل سريعا للكمال، تجاوز من حوله في المعرفة، وأصبح معلما حتى لمعلميه. كان طفلا ذكيا وقد تخطى من هم حتى أكبر منه في السن في العلوم. كان صادقا وشريفا، كان متألقا في بلاغته وفي أعماله. كان شره القراءة لكل أنواع الكتب، جميع أعمال الكتّاب الكاثوليك والكتب الت تتحدث عن الهرطقة والوثنية والفلسفة والشعر والتاريخ والكتابات النادرة، جميع أنواع الكتب وخصوصا كتب التراتيل المقدسة. كان في غاية التواضع لدرجة انه كان يقبل النقد حتى من الاقل علما منه عندما كان معلما. هذا التواضع ظهر جليا في حادثتين. ففي شبابه قرر ان يحج إلى روما وعلى الرغم من حماسته واخلاصه العظيم لخدمة كنيسة القديس بطرس، فإنه قد عدّل عن ذلك وطلب النصيحة من اصدقائه. وأيضا أيام الاضطهاد الإسلامي، في سنة 850، وبعد قراءة بعض من كتابات القديس ايبيفانيوس، قرر ان يمتنع لفترة عن الخدمة فقد وجد انه لربما كان من الأفضل ان يدافع عن قضية الشهداء، ولكن وبناء على طلب الاسقف ساول، فقد وضع وازعه جانبا. كتاباته المتبقية تثبت ان الفاروس لم يكن يبالغ.
وكتاباته أعطت لنا صورة عن أهم الاحداث في الفترة ما بين 848 إلى 859 فيما يخص المسيحية في ايبيريا. في كلا من المناطق التي تقع والتي لا تقع تحت سلطة المسلمين، وخصوصا حياة القديسين الذين عانوا أثناء الاضطهاد الإسلامي. أول نسخة متاحة للقرآن بغير اللغة العربية ترجع إلى القديس يوجليوس الذي ترجم سورة الأحزاب الاية 37 حوالي عام 857.
في عام 858، كانت هناك فتاة عذراء تدعى Leocritia لعائلة من النبلاء من الموروس قد ارتدت عن الإسلام وتحولت إلى المسيحية وطلبت حمايته من عائلتها الغاضبة. قام القديس يوجليوس باخفائها ضمن مجموعة اصدقاء اخرين لفترة إلى ان تم اكتشافهم جميعهم وتم الحكم عليهم بالموت. تم فصل رأس القديس يوجليوس في 11 مارس عام 859 والقديسة Leocritia بعد أربعة أيام في 15 مارس 859.
كان القديس يوجليوس قد اختير ليكرس كرئيس اساقفة طليطلة، لكنه لم يستطع بسبب ان المسلمين قاموا بسجنه وقطع رأسه بعد ذلك بوقت قليل،